# Taxithelium diaphanum
Taxithelium diaphanum är en bladmossart som beskrevs av Brotherus 1908. Taxithelium diaphanum ingår i släktet Taxithelium och familjen Sematophyllaceae. Inga underarter finns listade i Catalogue of Life.